# منتخب كوريا الجنوبية للكرة اللينة للسيدات
منتخب كوريا الجنوبية للكرة اللينة للسيدات هو ممثل كوريا الجنوبية الرسمي في المنافسات الدولية في الكرة اللينة للسيدات .

## طالع أيضًا
- منتخب كوريا الجنوبية للكرة اللينة للرجال